# Верчани (зупинний пункт)
Верча́ни (Веренчанка) — пасажирський залізничний зупинний пункт Львівської дирекції Львівської залізниці на електрифікованій лінії Стрий — Ходорів між станціями Стрий (6 км) та Ходовичі (5 км). Розташований біля села Верчани Стрийського району Львівської області.

## Пасажирське сполучення
Через зупинний пункт прямують приміські електропоїзди сполученням Стрий — Ходорів.